# Аксёненко, Сергей Иванович
Серге́й Ива́нович Аксёненко (род. 25 мая 1967, Арциз, Одесская область) — украинский писатель
 и журналист, редактор, публицист и поэт. Народный депутат Украины второго созыва, госслужащий 1 ранга. Член Национального союза журналистов Украины (с 1994), Международного сообщества писательских союзов (с 1997). Главный редактор киевского журнала «Время Z». Издал ряд книг — в издательствах «Эксмо», «Алгоритм», «Вече», «Тетра», одна из книг — совместная с публицистом Сергеем Кара-Мурзой.

## Биография
Родился в семье шахтера и учительницы.
Окончил СШ № 22 г. Петровское, Луганский педагогический институт (Луганский национальный педагогический университет имени Тараса Шевченко) в 1991 году, учитель географии и биологии. Служил в ВС СССР с 1985-го по 1987-й — сначала почти полгода в учебке (учебном центре) в Остре (пгт. Десна) в зенитно-артиллерийском полку, потом — в артиллерии, в пгт. Гвардейское. После работал слесарем на заводе, школьным учителем географии и биологии, корреспондентом Лутугинской районной газеты, редактором Луганской городской телекомпании «Луга-ТВ». В 1991 году начал печатать стихи (автор сборника стихотворений «Галактическая Осень», 1997), был председателем Луганского областного литературного объединения имени В. Н. Сосюры, и как ставшего затем оного Независимым объединением писателей Луганщины.
В 1992 году вступил в Компартию Украины, находящуюся тогда под запретом (партбилет ему вручал позже П. Н. Симоненко). Был членом оргкомитета по перерегистрации коммунистов ранее с того же года, в 1993-94 годах второй секретарь обкома восстановленной КПУ.
В 1994 году был избран народным депутатом Украины, на момент избрания — самый молодой депутат украинского парламента (Верховная рада Украины 2 созыва). Вспоминал про себя: «Как объяснить, что человек, который в 25 лет вступил в партию, в 26 лет стал вторым секретарём одного из крупнейших обкомов, а в неполных 27 лет избран в парламент… Просто получилось так, что при восстановлении Луганской парторганизации я оказался в самом центре событий». Был председателем подкомитета Верховного Совета Украины по телевидению и радиовещанию, одновременно возглавлял Временную следственную комиссию Украинского парламента по изучению ситуации в телерадиоинформационном пространстве Украины. В 1998 году баллотировался вновь в нардепы в Киеве, проиграл.
С 1998 по 2000 год работал первым председателем правления Всеукраинской ассоциации операторов кабельного телевидения и телеинформационных сетей, первого объединения кабельщиков в стране.
В 1999 году парламент Украины избрал Аксёненко членом Национального совета Украины по телевидению и радиовещанию (НСУТР) — высшего государственного органа страны в телерадиовещании. С 1999 по 2000 год был членом НСУТР, а также исполняющим обязанности председателя НСУТР.
С 2000 по 2003 год работал президентом киевской телерадиокомпании «Марс ТВ», с 2003 по 2005 год — главный редактор журнала «Твоё время». С 2005 года — генеральный директор издательского дома «Лантан», главный редактор киевского интеллектуального «толстого» журнала «Время Z».
С 2010 года первый секретарь Дарницкого РК КПУ в Киеве.
Член редколлегии журнала «Ренессанс». Приводили его Голос Америки, газета «День» и др.
Автор сотен статей.
С начала 2003 года начал размещать свои произведения в интернете.
В своих книгах и статьях положительно оценивает деятельность И. В. Сталина.
Жена — учительница.